# 594
594 (DXCIV na numeração romana) foi um ano comum do século VI, do Calendário Juliano, da Era de Cristo, teve início e fim em uma sexta-feira, com a letra dominical C.
| ano completo                       |
| ---------------------------------- |
| Ano comum com início à sexta-feira |

## Nascimentos
- Takara, imperatriz do Japão, que reinou por duas vezes, adotando os nomes de Kogyoku e Saimei, e foi respectivamente o 35º e 37º imperador do Japão.
- Zobair ibne Alauame, primo e companheiro de Maomé (Sahaba), além de comandante militar árabe (m. 656).

## Mortes
- 17 de Novembro - Gregório de Tours, historiador galo-romano